# Mirza Sa'id Khan Ansari
Mirza Sa'id Khan Ansari auch bekannt als Mo'tamen ol-Molk (anhörenⓘ; persisch میرزا سعید خان انصاری‎; * 1816, 1231 Islamische Zeitrechnung; † 1884) war persischer Außenminister unter Naser ad-Din Schah.

## Leben
Mirza Sa'id Khan Ansari war von 1848 bis 1851 Privatsekretär von Amir Kabir, von 1853 bis 1873 Außenminister, 1859 Mitglied in der majlis-e showra-ye dowlati (Madschlis asch-Schura), 1869 Gouverneur von Gilan, 1871 Mitglied des dar ash-showra-ye kobra. Von 1873 bis 1880 war er mit der Leitung des Facilitymanagements des Imam-Reza-Schrein bestallt. 1880 wurde er erneut in das Amt des Außenministers berufen.